# Kavkaz

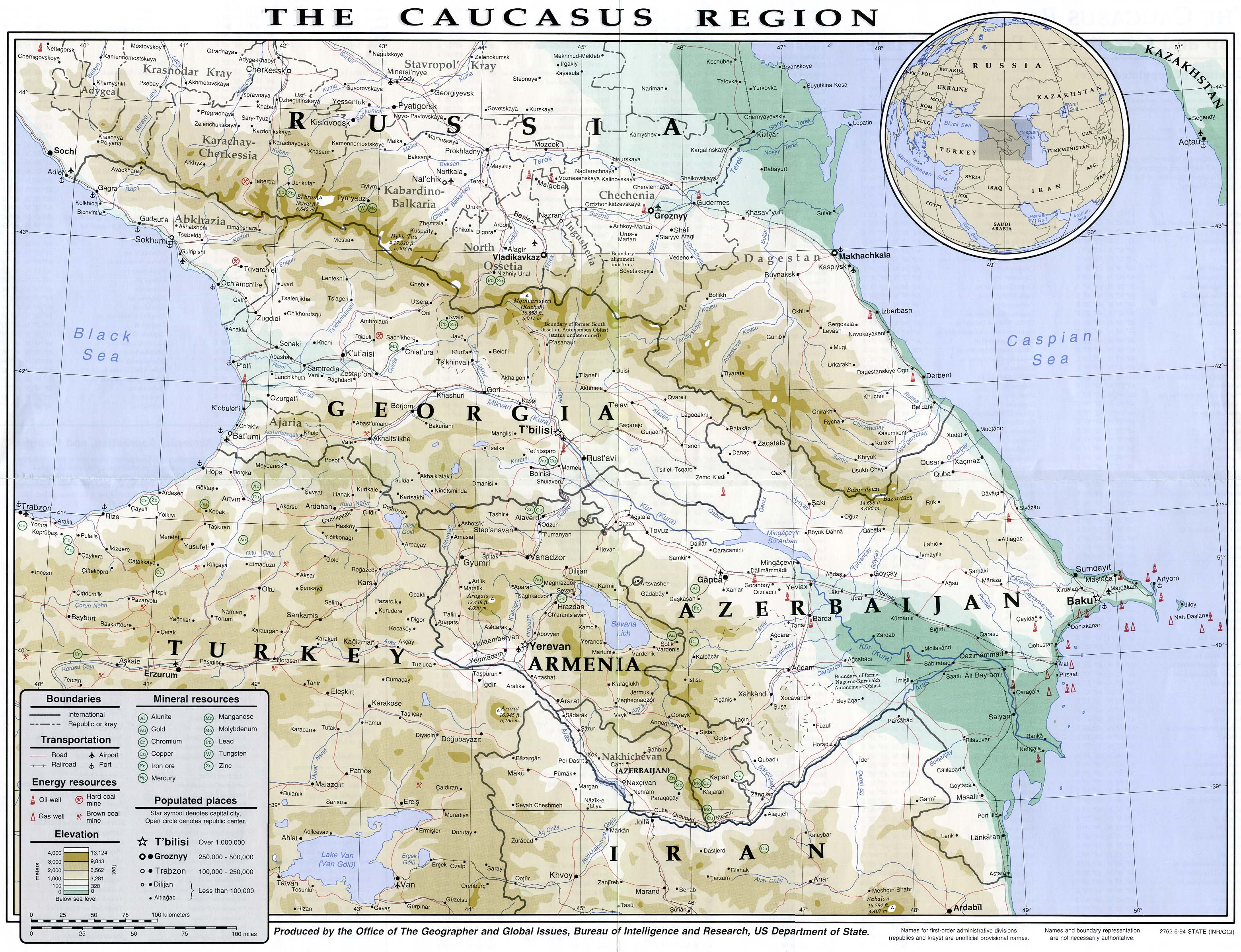
Bản đồ năm 1994 của vùng Caucasus, bao gồm nhiều vùng tài nguyên chung của nhiều nước trong khu vực có chứa các khoáng sản: alunite, vàng, crom, đồng, sắt, thủy ngân, mangan, Molypden, chì, wolfram, kẽm, dầu mỏ, khí tự nhiên, và than đá.

Kavkaz (tiếng Armenia: Կովկաս, tiếng Azerbaijan: Qafqaz, tiếng Gruzia: კავკასია (K'avk'asia), tiếng Nga: Кавка́з, tiếng Adygea: Къэфкъас, tiếng Ossetia: Кавказ, tiếng Chechnya: Кавказ) là một khu vực địa lý nằm ở biên giới giữa châu Á và châu Âu, chủ yếu là trên lãnh thổ Gruzia, Azerbaijan, Armenia và một phần ở Nam Nga. Nơi đây có dãy núi Kavkaz, bao gồm ngọn núi cao nhất châu Âu là núi Elbrus.
Phần Bắc Kavkaz bao gồm:
- Chechnya, Ingushetia, Dagestan, Adygea, Kabardino-Balkaria, Karachay-Cherkessia, Bắc Ossetia, Vùng Krasnodar, Vùng Stavropol

Phần Nam Kavkaz bao gồm: 
- Gruzia (bao gồm cả khu vực Abkhazia và Nam Ossetia có tranh chấp)
- Armenia
- Azerbaijan (bao gồm cả Nagorno-Karabakh có tranh chấp)

## Địa chính trị

Bản đồ chính trị của vùng Caucasus (2008)

Phần phía bắc của vùng Caucasus được gọi là Ciscaucasus và phần phía nam là Transcaucasus.
Ciscaucasus chứa phần lớn hơn của vùng núi Đại Caucasus, còn được gọi là núi Caucasus chính. Nó bao gồm Tây Nam nước Nga và các vùng phía bắc của Gruzia và Azerbaijan.
Vùng Transcaucas nằm phía Bắc giáp Nga, phía Tây giáp biển Đen và Thổ Nhĩ Kỳ, phía đông là biển Caspian, và phía nam của Iran. Nó bao gồm dãy núi Caucasus và các vùng đất thấp xung quanh. Tất cả Armenia, Azerbaijan (trừ phần phía bắc) và Gruzia (không bao gồm các phần phía Bắc) nằm ở Nam Caucasus.
Dãy núi Caucasus chính được xem là đường phân chia giữa châu Á và châu Âu. Đỉnh cao nhất ở vùng Caucasus là núi Elbrus (5.642 m) ở Tây Ciscaucas ở Nga, và thường được coi là điểm cao nhất ở châu Âu.
Caucasus là một trong những vùng ngôn ngữ và văn hoá đa dạng nhất trên Trái Đất. Các quốc gia bao gồm Caucasus ngày nay là các nước hậu Xô viết của Gruzia (gồm Adjara), Armenia và Azerbaijan (bao gồm cả Nakhchivan). Ba lãnh thổ trong khu vực đòi độc lập nhưng chỉ được công nhận bởi một số ít các quốc gia độc lập: Nagorno-Karabakh, Abkhazia và Nam Ossetia. Abkhazia và Nam Ossetia được đa số các quốc gia độc lập công nhận là một phần của Gruzia, và Nagorno-Karabakh được công nhận là một phần của Azerbaijan. Các đơn vị của Nga bao gồm Krasnodar Krai, Stavropol Krai, và các nước cộng hòa tự trị Adygea, Karachay-Cherkessia, Kabardino-Balkaria, Bắc Ossetia, Ingushetia, Chechnya và Dagestan.

## Liên kết
- Ethnographic map of Caucasus
- Information for travellers and others about Caucasus and Georgia
- (Caucasian Review of International Affairs - an academic journal on the South Caucasus)
- BBC News: North Caucasus at a glance, 8 tháng 9 năm 2005
- United Nations Environment Programme map: Landcover of the Caucasus
- United Nations Environment Programme map: Population density of the Caucasus
- Caucasus and Iran Lưu trữ ngày 12 tháng 10 năm 2007 tại Wayback Machine entry in Encyclopaedia Iranica
- University of Turin-Observatory on Caucasus Lưu trữ ngày 13 tháng 8 năm 2008 tại Wayback Machine
- MA in Black Sea Cultural Studies. International Hellenic University-School of Humanities
- Circassians Caucasus Web (Turkish) Lưu trữ ngày 27 tháng 8 năm 2009 tại Wayback Machine